# Gammarus preciosus
Gammarus preciosus is een vlokreeftensoort uit de familie van de Gammaridae. De wetenschappelijke naam van de soort is voor het eerst geldig gepubliceerd in 2009 door Wang, Hou & Li.